# Spilosoma pseudohampsoni
Spilosoma pseudohampsoni là một loài bướm đêm thuộc phân họ Arctiinae, họ Erebidae.